# 경단
경단(瓊團)은 구슬 모양 떡이다. 찹쌀가루나 찰수수 가루 등을 반죽해 밤톨만 한 크기로 동글동글하게 빚어 끓는 물에 삶아 만든다. 또, 그 안에 팥을 넣은 뒤 고물을 묻히거나 꿀이나 엿물을 발라 먹는데, 고물의 종류에 따라 깨경단, 팥경단, 밤경단 등으로 부르기도 한다.
삶은 후에, 냉수에 헹구어 물기가 마르기 전에 꿀물 등 넣어 먹는 것은 "수단(水團/水𩜵)", 꿀물 등 담그지 않고 그냥 먹는 것은 건단(乾團)으로 구분해 부르기도 한다.

## 같이 보기
- 당고
- 참깨볼